# 未来レーサーブイツイン
『未来レーサーブイツイン』（みらいレーサーブイツイン）は、『小学二年生』と『小学三年生』に1999年4月号 - 2000年3月号の間掲載されていた三鷹公一のミニ四駆漫画。

## 概要
ミニ四駆の第二次ブームの終わりの時期に学年誌のみで連載された。主要ミニ四駆に「ブレインコア」と呼ばれるドーム型のAIが搭載されているデザインが特徴で、ブレインコア搭載のミニ四駆は意思を持ち自分で考えて行動できるという設定。キット化の際はクリアパーツで再現されており別売のLEDパーツを無改造ではめ込むことができる。ミニ四駆のデザインは徳田ザウルス 。
舞台は連載時から見た近未来の200X年となっており、すべてのミニ四駆は腕時計型のデバイスで遠隔操作できるという設定で、直線しか走れないはずのミニ四駆で追い抜き・進路妨害ができるという描写に辻褄をあわせている。

## ストーリー
ミニ四駆好き少年のブイは、自身の操作ミスで愛機プログレスホークVを大破させてしまい、落ちこんで帰る途中にトラックに轢かれかけた際、荷台から落ちた謎のミニ四駆を拾う。そのミニ四駆は自立型AI「ブレインコア」を搭載した意思をもつミニ四駆だった。ブイはマシンに描きこまれた「V-TRON」というマークから「ブイトロン」（後にバリアトロンとなる）と名付け、新たな相棒とする。しかし、ブイトロンは「VT計画」という、ミニ四駆にAIを搭載する計画の6号機(VT-6)でありその正式メンバーに渡されるはずのマシンだった。開発者のクボタ博士がブイトロンの記憶をリセットするがブイとの絆を消すことができなかったため、ブイを例外メンバーとしてVT計画に参加させることを決定し、ブイにブイトロンを預けることになる。
「小学二年生」と「小学三年生」に掲載されたストーリーは序盤のプロットはほぼ同じだが、後半が大きく異なり片方にしか登場しないキャラクターも多い。

### 小学二年生版
ブイは同じVTメンバーの少年レオンになかなか勝つことができない。レオンの愛機はさらにブレインコアの次世代コア「シンクロコア」を搭載した「シンクロマスターZ9」となり、レオンの考えとシンクロして走れるようになる。レオンに勝つ新技を習得するため、ブイはバリアトロンと特訓をはじめる。

### 小学三年生版
草レースで勝利し続けるブイにミニ四駆の大会「Vカップ」の招待状が届く。Vカップ優勝を目指すブイの前に、シンクロマスターを相棒としたライバルのレオンが立ちはだかるが、そこでバリアトロンとブイの絆の成果が表れる。

## 登場人物
ブイ（天道武一）
愛機：VT-6 バリアトロン（キット化）／改修前：ブイトロン
最初の愛機プログレスホークVを操作ミスで大破させるが、周囲の評判からもともとあまりミニ四駆の操作が上手くない様子。勝つまで譲らなかったり、すぐ調子に乗ったりと、ステレオタイプな主人公キャラ。しかしプログレスホークを失った後マシンの加速にトラウマを持ったり、バリアトロンの為に身を挺したりとミニ四駆に感情移入し、バリアトロンと深い絆を築いていく。
レオン（風間零音）
愛機：VT-9 シンクロマスターZ9（キット化）／改修前：VT-4 ブラックホーク 
ブイと同年代のライバル。VT計画の正式メンバー。関西弁で話し、ブイと違い生真面目な性格で、例外や運に頼ろうとしない。ブラックホークがシンクロマスターとなったのは、考えで直接操作するシンクロコアを操れるのがレオンだけだったためであり、VTメンバーとしての資質は高い。
クボタ博士
VT計画の責任者でブレインコアの開発者。ミニ四駆のための防水カプセル等も作っている。
VT-5の人
愛機：VT-5
小学二年生版のみ登場。本名不明。オフロードタイプのVTマシンを操り、例外メンバーであるブイの実力を試しに現れる。二年生版ではこの時ブイトロンが中破した為改修してバリアトロンとなる。
エッジ
愛機：VT-? Xキャリバー
小学三年生版のみ登場だが、二年生版でも最終回にで少しだけ登場。VT計画の正式メンバーだがVTナンバーは不明。レオンは昔から知っている様子で、かなりの実力者とのこと。愛機のXキャリバーは風を操りムチのような衝撃波を発生させることができる。
ニキータ
愛機：チェリーボム
小学三年生版のみ登場。唯一の女子レーサー。VTメンバーではない。Vカップ参加者でブイに色仕掛けで勝とうと迫る。

## 用語
VT計画
ブレインコアを主としたAIを搭載したミニ四駆を用いた計画。詳細は不明だがその目的の一つはマシンとレーサーが一体となること。
ブレインコア／シンクロコア
VT計画に用いられる頭脳パーツ。各々独立した自我をもっており替えが利かない。 バリアトロンは「キュイン」シンクロマスターは「ブン」など発する声も違う。コアにはカメラが搭載されており、レースでの判断やレーサーの認識に使われる。またゴーグルなどのデバイスにリンクして映像を送れる。

## 関連商品
バリアトロン
ITEM:19204/95409
1999年7月発売。マイティミニ四駆。2018年9月に再発売された。
シンクロマスターZ9
ITEM:19205/95410
1999年12月発売。マイティミニ四駆。2018年10月に再発売された。
漫画の書籍化はしていない。